# Bahnhof Blankenfelde (Kr Teltow-Fläming)

Der Bahnhof Blankenfelde (Kr Teltow-Fläming) liegt an der Bahnstrecke Berlin–Dresden im Ortsteil Blankenfelde der brandenburgischen Gemeinde Blankenfelde-Mahlow. Er wurde 1950 eröffnet und später zu einer Umsteigestation zwischen S-Bahn und Regionalbahn. Betrieblich umfasst die Station zwei voneinander getrennte Betriebsstellen: den Bahnhof Blankenfelde (Kr Teltow-Fläming) für den Regionalverkehr und den Haltepunkt Blankenfelde (Kr Teltow-Fläming) S-Bahn westlich der Fernbahngleise; dieser ist Endpunkt der Linie S2 der Berliner S-Bahn. Seit dem Jahr 2023 bis voraussichtlich Dezember 2025 wird die Station umfassend umgebaut.

## Lage und Aufbau
Die Station liegt im Ortsteil Blankenfelde der Gemeinde Blankenfelde-Mahlow am Streckenkilometer 19,4 der Bahnstrecke Berlin–Dresden. Über zwei eingleisige Verbindungskurven im nördlichen Teil des Bahnhofs sind die Ferngleise mit dem Berliner Außenring in Richtung Schönefeld und Genshagener Heide verbunden. Die S-Bahn-Strecke verläuft eingleisig in nördlicher Richtung über Mahlow nach Berlin und kreuzt den Außenring. Außerdem wird bis Dezember 2025 die zweigleisige Fernbahnstrecke vom Bahnhof Blankenfelde zum Bahnhof Berlin Südkreuz neu gebaut, diese verläuft parallel zur S-Bahn.
Der Regionalverkehr wird derzeit in beiden Richtungen über den westlichen Bahnsteig durchgeführt. Der östliche Bahnsteig ist wegen Bauarbeiten aktuell ungenutzt. Die Bahnsteighöhe auf der Fernbahnseite beträgt an beiden Bahnsteigen 76 Zentimeter. Der eingleisige, 180 Meter lange und 96 Zentimeter hohe Bahnsteig der S-Bahn liegt nördlich der Karl-Marx-Straße und ein Stück nach Westen versetzt. Aus historischen Gründen befindet sich dieser drei Meter oberhalb des Niveaus der Ferngleise. Er ist über Treppen und eine Rampe zu erreichen, die Laufentfernung zwischen beiden Bahnsteigen beträgt wegen der Bauarbeiten derzeit etwa 350 Meter.

## Geschichte

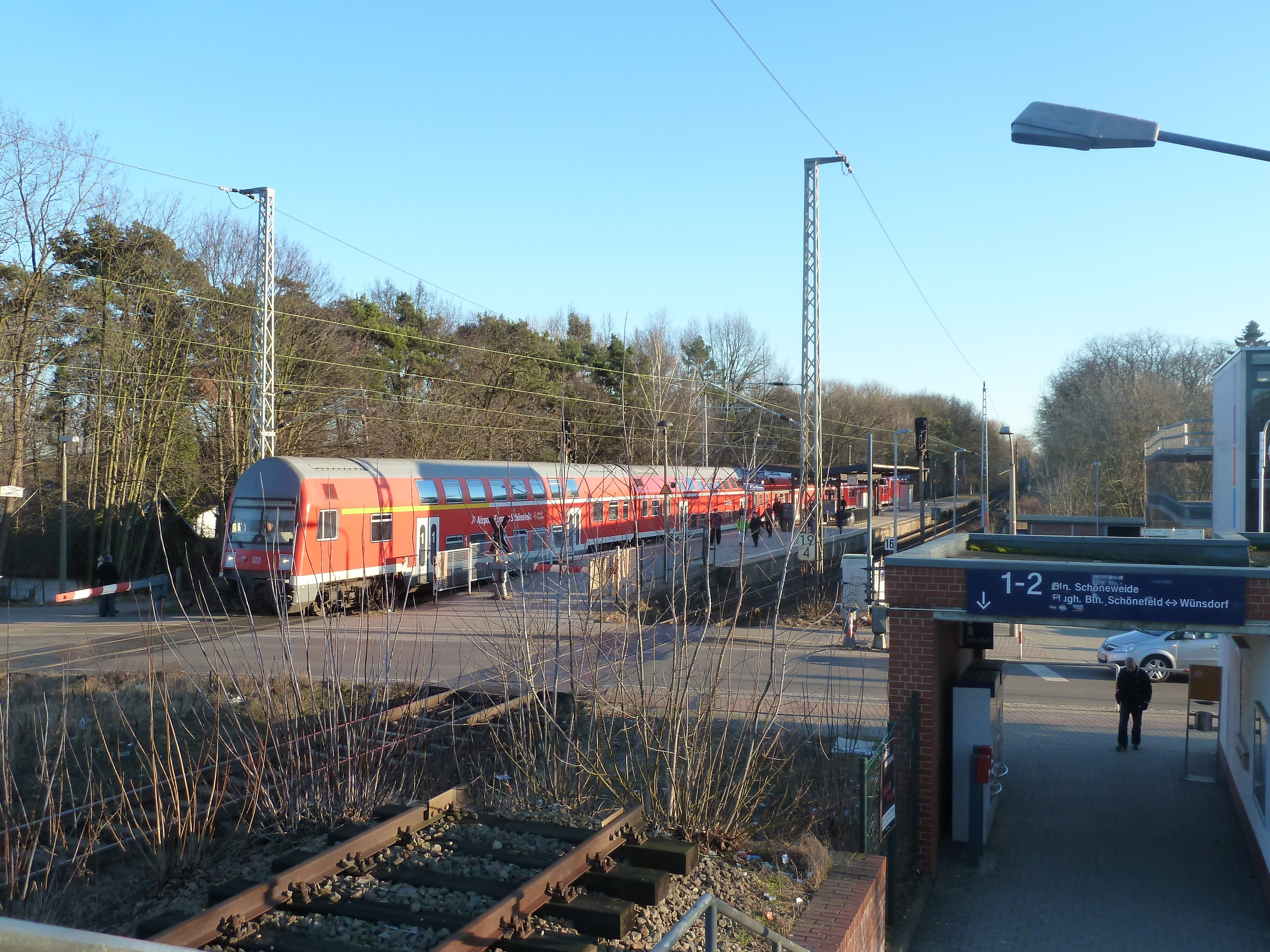
Blick vom S-Bahnsteig über den Bahnübergang zum Regionalbahnsteig, 2012

Bei der Eröffnung der Dresdener Bahn zählte Blankenfelde etwa 560 Einwohner. Der nächste Bahnhof befand sich im knapp drei Kilometer entfernten Mahlow, ab 1884 bestand in Dahlewitz, anderthalb Kilometer südlich von Blankenfelde, ein Haltepunkt. Am Bahnübergang mit der Straße von Blankenfelde nach Glasow im Streckenkilometer 19,4 bestand zu der Zeit ein Schrankenposten, der um 1920 um eine Blockstelle erweitert wurde. 1928 erwarb die Süd-Berlin-Boden-Gesellschaft den Großteil des ehemaligen Gutsbezirks Blankenfelde und begann mit der Parzellierung des Geländes und der anschließenden Veräußerung an Interessenten. In der Folge trat eine rege Bautätigkeit ein, wodurch die Einwohnerzahl bis zu Beginn des Zweiten Weltkrieges auf rund 6000 anstieg. 1930 genehmigte die Deutsche Reichsbahn einen Bahnhofsneubau in Blankenfelde, der trotz finanzieller Zusagen der Gemeinde unterblieb. Ab 1940 verkehrte die elektrische S-Bahn entlang der Dresdener Bahn bis Rangsdorf. Im Rahmen der Umgestaltung der Bahnanlagen Groß-Berlins war um 1941 ebenfalls ein Haltepunkt in Blankenfelde vorgesehen, zudem sollte der S-Bahn-Verkehr ein eigenes Gleispaar westlich der bestehenden Strecke erhalten. Die Pläne wurden infolge des Krieges nicht umgesetzt.
Nach dem Krieg wurde das zweite Streckengleis als Reparationsleistung an die Sowjetunion abgebaut und die Blockstelle Blankenfelde außer Betrieb genommen. Ab dem Sommer 1945 verkehrten die ersten Fernzüge, die S-Bahn fuhr ab dem 1. Oktober 1945 von Mahlow nach Rangsdorf. Durch den Zuzug von rund 2500 Umsiedlern stieg die Bevölkerung Blankenfeldes indes auf über 8000 an. Verhandlungen zwischen dem Bürgermeister und der Reichsbahndirektion Berlin ergaben, dass die Direktion grundsätzlich den Bau einer Bahnstation befürwortete. Der Neubau musste aber infolge fehlender Mittel vollständig durch die Gemeinde erfolgen, die zudem die Betriebskosten für die ersten fünf Jahre tragen sollte. Vorgesehen war der Bau eines Mittelbahnsteiges, der baulich ohne Probleme zu realisieren war. Auf Grund des fehlenden zweiten Gleises sollte eine Bahnsteigkante vorübergehend ungenutzt bleiben. Da auf der S-Bahn nur ein 40-Minuten-Takt bestand, machte die Reichsbahn zudem den Wiederaufbau des zweiten Streckengleises von Marienfelde nach Mariendorf zur Voraussetzung. Die Arbeiten hierfür begannen 1949.

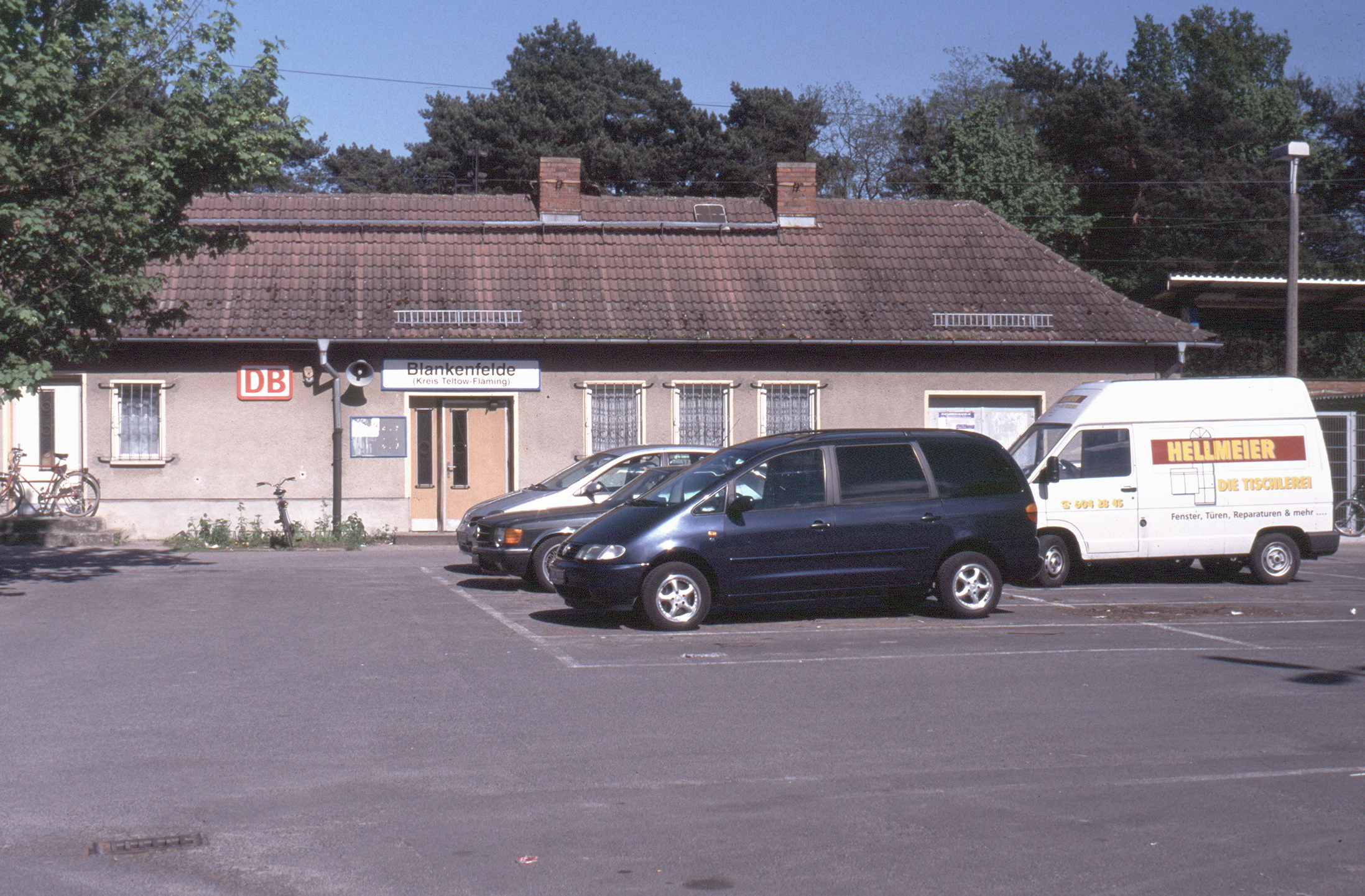
Empfangsgebäude, 2001

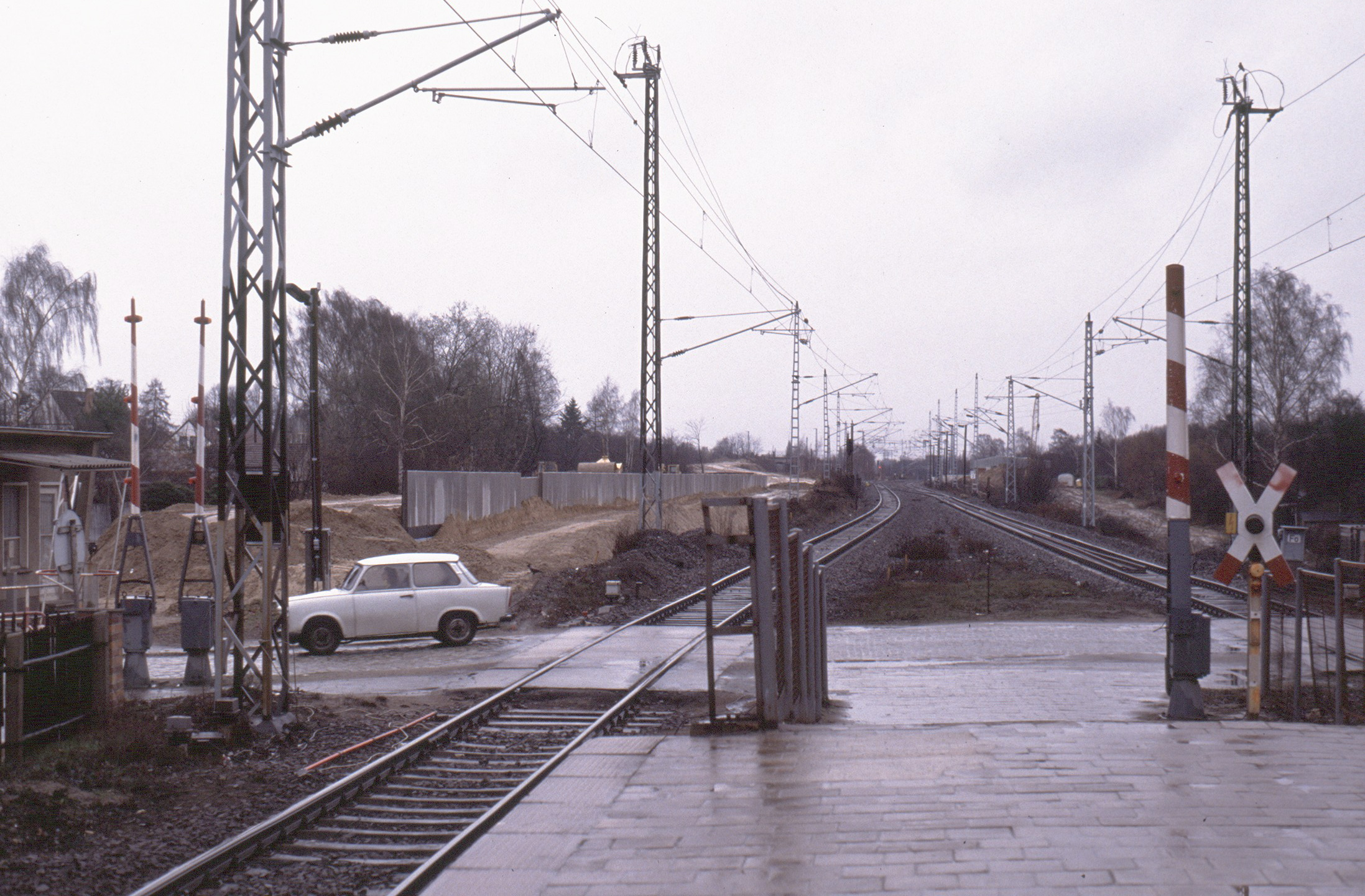
Bahnübergang und Baustelle der S-Bahn, März 1992

Der Landkreis Teltow stellte für den Neubau 50.000 DM zur Verfügung. Von der Gemeinde verlangte der Kreis eine Beteiligung von drei Mark je Einwohner (rund 20.000 DM), die die Gemeinde ihrerseits auf 36.000 DM erhöhte. Neben Spenden wurde der Betrag auch in Form von Arbeitsleistungen (sog. Subbotnik) erbracht. Mitte März begannen die Bauarbeiten mit dem ersten Spatenstich. Für den Bau bemühte sich die Gemeinde um die Lieferung von Betonstützteilen, um Zement zu sparen. Die Nationale Front als Träger der Bauaktivitäten löste das Problem auf unkonventionelle Art, indem der Mittelbahnsteig des Haltepunkts Birkengrund Nord an der Anhalter Vorortbahn abgetragen und in Blankenfelde neu errichtet wurde. Der Bahnsteig war seinerseits aus Betonfertigteilen mit einer Höhe von 96 Zentimetern errichtet worden. Etwa drei Viertel des Bahnsteigs wurden in zehn Arbeitseinsätzen abgetragen und in Blankenfelde neu aufgebaut. Verzögerungen traten im Frühjahr 1950 ein, da die westliche Bahnsteigkante nicht fertiggestellt worden war und Baumaterialien für das Empfangsgebäude fehlten. Durch Freigabe weiterer Materialien konnte der Bau dann bis zum Herbst 1950 abgeschlossen und die Eröffnung zum Fahrplanwechsel am 8. Oktober 1950 begangen werden.
Zum Zeitpunkt der Inbetriebnahme trug der Halt den Namen Blankenfelde (Kr Teltow). S-Bahn und Fernbahn teilten sich das Streckengleis, ab Oktober 1953 hielten die Fernzüge auch in Blankenfelde. Der Gemeinschaftsbetrieb von S- und Fernbahn führte zu einem störanfälligen Fahrplan. Daher wurde das zweite Streckengleis von Blankenfelde nach Rangsdorf wieder hergerichtet und spätestens am 18. Mai 1952 freigegeben. Am gleichen Tag wurde der Anhalter Bahnhof in Berlin für den Eisenbahnverkehr geschlossen und Züge nach Berlin über den Berliner Außenring geleitet. Dieser kreuzte seit 1951 die Dresdener Bahn nördlich Blankenfelde und war über eine Verbindungskurve mit dieser verbunden. Anstatt einen zweigleisigen Mischbetrieb durchzuführen, wurden Fern- und S-Bahn betrieblich voneinander getrennt, also zwei nebeneinander verlaufende eingleisige Strecken betrieben. Im darauf folgenden Jahr wurde der Haltepunkt am 18. Mai 1953 nach der Kreisgebietsreform in Blankenfelde (Kr Zossen) umbenannt. Ende der 1950er Jahre entstand eine südwestliche Verbindungskurve zwischen der Dresdener Bahn und dem Außenring. Um den S-Bahn-Verkehr nicht zu behindern wurde das zweite Streckengleis zwischen Blankenfelde und Mahlow wieder errichtet und der S-Bahn-Verkehr auf das neue Gleis verlegt, das ehemalige Gemeinschaftsgleis diente nur noch dem Fern- und Güterverkehr.

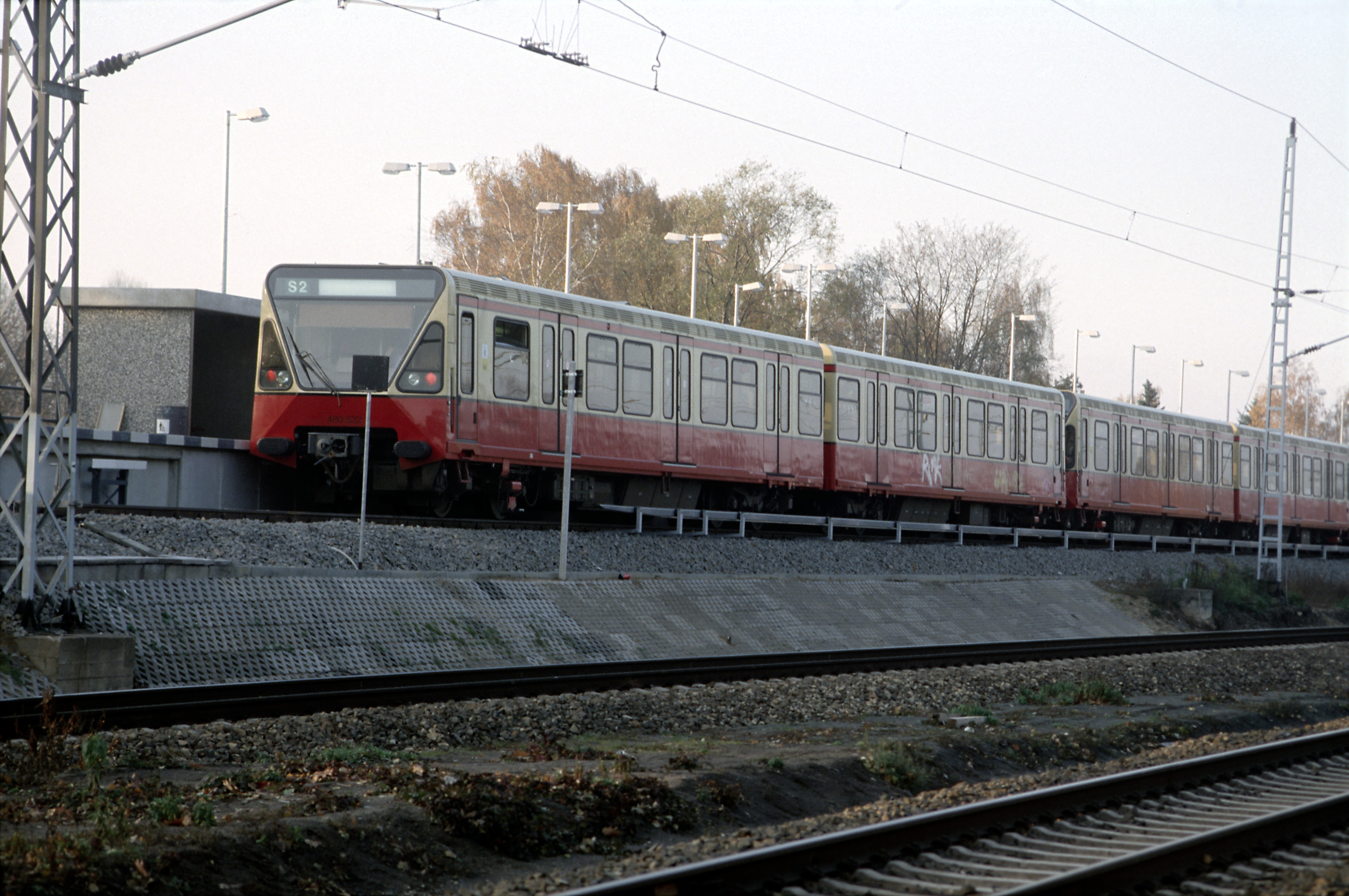
Zug der Baureihe 480 am S-Bahnsteig, November 1992

Durch den Mauerbau war der S-Bahn-Verkehr nördlich von Mahlow unterbrochen. Ein noch zwischen Mahlow und Rangsdorf pendelnder Zug wurde im September 1961 eingestellt und dafür die zwischen Rangsdorf und Wünsdorf verkehrenden Züge nach Mahlow verlängert. Ab Mai 1963 wurden diese Vorortzüge über den Außenring nach Schönefeld geleitet. Um Mahlow weiterhin anzubinden, wurde ein separater Bahnsteig nördlich des Bahnübergangs angelegt und das kurze Stück mit einem Pendelzug bedient. Zum Einsatz kamen während der ersten Jahre Diesellokomotiven der Baureihe V 15 mit einem Steuerwagen, auf Grund der blauen Lackierung der Loks erhielt diese Verbindung in Anlehnung an eine zeitgleich ausgestrahlte Unterhaltungssendung den Spitznamen „Blauer Bock“. Später kamen auf der Pendellinie Schienenbusse der Baureihe VT 2.09 zum Einsatz. Da westlich des bestehenden Bahnsteigs kein Platz vorhanden war und die Verbindungskurven zum Außenring niveaufrei gekreuzt werden sollten, musste der Bahnsteig für den „Blauen Bock“ versetzt zum Fernbahnsteig und drei Meter gegenüber diesem erhöht angelegt werden. Am 23. Juli 1987 wurde der Bahnübergang Karl-Marx-Straße durch mit zugbedienten Halbschranken versehen, wodurch der Schrankenposten aufgegeben werden konnte.
Nach der Wende wurde die Verknüpfung des Berliner S-Bahn-Netzes mit dem Brandenburger Umland in Angriff genommen. Da die Dresdener Bahn ab 1982 mit Wechselstrom elektrifiziert wurde, hätte für eine Wiederinbetriebnahme der S-Bahn nach Rangsdorf ein komplett neues Streckengleis errichtet werden müssen. Daher beschränkte man sich auf eine Wiederinbetriebnahme bis Blankenfelde, wo ein Umstieg zum Regionalverkehr hergestellt wurde. Der „Blaue Bock“ wurde am 16. September 1991 eingestellt und der betroffene Abschnitt für den elektrischen Betrieb umgebaut. Der Seitenbahnsteig wurde dabei abgetragen und an gleicher Stelle neu errichtet. Eine Neuanlage neben dem Fernbahnsteig – auf gleicher Höhe oder in Dammlage – wurde verworfen, da einerseits das starke Gefälle nördlich des Bahnsteigs, andererseits der enge Zeitplan dagegen sprachen. Am 31. August 1992 wurde der S-Bahn-Verkehr von Lichtenrade über Mahlow nach Blankenfelde wieder aufgenommen. Seinen aktuellen Namen erhielt der Haltepunkt am 2. Juni 1996.
Das Empfangsgebäude wurde vor dem Bau eines Parkhauses auf der Westseite der Fernbahngleise im Jahr 2009 abgerissen. 
Der 229 Meter lange Mittelbahnsteig für den Regionalverkehr hatte eine Bahnsteighöhe von 76 Zentimetern, war auf einer Länge von etwa 30 Metern überdacht und konnte über einen Fußgängertunnel von beiden Seiten der Gleise sowie einen niveaugleichen Zugang von der Karl-Marx-Straße erreicht werden. Eine Halbschrankenanlage sicherte dort die Zugänge und den Bahnübergang.
Im Zuge des Ausbaus der Dresdener Bahn zwischen Berlin Südkreuz und Rangsdorf wird der bisherige Haltepunkt zu einem Bahnhof umgebaut und bekam im November 2023 offiziell diesen Status. Er hat neben den beiden durchgehenden Hauptgleisen ein Ausweichgleis auf der Westseite mit einem Kombibahnsteig, zu dem auch das S-Bahn-Gleis verlängert werden soll. Der bisherige Mittelbahnsteig wurde im Frühjahr 2023 komplett entfernt. Der neue Kombibahnsteig ging im November 2023 einseitig in Betrieb, an dem vorübergehend sämtliche Regionalzüge (in beiden Richtungen) hielten. Im März 2024 wurde der Regionalverkehr auf den neuen, östlichen Bahnsteig verlegt, seit 2. Juni 2025 wird übergangsweise wieder nur der westliche Kombibahnsteig genutzt. Der bisherige Bahnübergang wurde durch eine Straßenunterführung mit einem südseitigen Fuß- und Radweg ersetzt. Erreicht werden die beiden Bahnsteige jeweils über zwei Treppenhäuser an der Karl-Marx-Straße mit barrierefreien Zugängen über Aufzüge. Der Tunnel vom Parkhaus unter den Gleisen wurde geschlossen und verfüllt. Der aktuell genutzte, entfernt gelegene S-Bahnsteig wird beim Umbau verschwinden und soll ab August 2025 abgetragen werden. Damit wird bei Reisen in Nord-Süd-Richtung ab voraussichtlich September 2025 der Umstieg von der S-Bahn in die Regionalzüge am gleichen Bahnsteig möglich sein. Die östliche Verbindungskurve zum Berliner Außenring wurde dabei von zwei Gleisen auf ein Gleis zurückgebaut.

## Verkehrsanbindung
Bis Ende der 1950er Jahre wurde Blankenfelde im Personenverkehr ausschließlich von den Zügen der Berliner S-Bahn angefahren. Etwas später wurde auch auf dem Ferngleis ein Vorortverkehr im geringen Umfang aufgenommen, mit dem West-Berlin umfahren werden konnte. 1960 hielten drei Züge in Richtung Berlin und vier Züge aus Richtung Berlin in Blankenfelde, darunter war auch ein für die Benutzung mit S-Bahn-Fahrkarten freigegebener Schnellzug. Nach Mauerbau verblieb als einzige Fahrtmöglichkeit in Richtung Berlin der Weg über den Bahnhof Berlin-Schönefeld Flughafen. In Blankenfelde hielten etwa stündlich Doppelstockzüge zwischen Berlin-Schönefeld, teilweise bereits von Berlin-Schöneweide und Wünsdorf; ein Anschlusszug pendelte zwischen Blankenfelde und Mahlow.
Nach Mauerfall und der Wiederinbetriebnahme der S-Bahn nach Blankenfelde benutzte der Regionalverkehr auch weiterhin den Weg über Schönefeld, die Züge verkehrten etwa zweimal stündlich nach Berlin. In den 1990er Jahren war Blankenfelde auch Halt einer Linie von Potsdam nach Wünsdorf, nach wenigen Jahren wurde diese Linie doch wieder eingestellt. Es gab Bestrebungen, Blankenfelde zum Halt von Interregiozügen zu machen, die seitens der Deutschen Bahn jedoch nicht verwirklicht wurden. Seit Inbetriebnahme der Nord-Süd-Fernbahn in Berlin im Jahre 2006 verkehren die Züge nach Berlin alternierend über die neue Strecke beziehungsweise über Schönefeld zur Berliner Stadtbahn.
Der Haltepunkt wird heute von der Linie S2 im 20-Minuten-Takt sowie der stündlich verkehrenden Regional-Express-Linie RE 8 der Ostdeutsche Eisenbahn und Regionalbahnlinie RB 24 der DB Regio bedient.
| Linie                    | Linienverlauf | Takt (min) | EVU              |
| ------------------------ | --- | ---------- | ---------------- |
| RE 8                     | Berlin Hbf – Berlin Potsdamer Platz – Berlin Südkreuz – Blankenfelde – Wünsdorf-Waldstadt – Luckau-Uckro – Doberlug-Kirchhain – Elsterwerda / Finsterwalde (Niederlausitz) | 60         | ODEG             |
| RB 24                    | Berlin Hbf – Berlin Ostkreuz – Flughafen BER – Blankenfelde – Dahlewitz – Rangsdorf (– Dabendorf – Zossen – Wünsdorf-Waldstadt) | 60         | DB Regio Nordost |
|                          | Bernau – Bernau-Friedenstal – Zepernick – Röntgental – Buch – Karow – Blankenburg – Pankow-Heinersdorf – Pankow – Bornholmer Straße – Gesundbrunnen – Humboldthain – Nordbahnhof – Oranienburger Straße – Friedrichstraße – Brandenburger Tor – Potsdamer Platz – Anhalter Bahnhof – Yorckstraße – Südkreuz – Priesterweg – Attilastraße – Marienfelde – Buckower Chaussee – Schichauweg – Lichtenrade – Mahlow – Blankenfelde | 20         | S-Bahn Berlin    |
| Stand: 15. Dezember 2024 | |            |                  |

Zwischen Berlin Hauptbahnhof und Flughafen BER fährt die RB 24 als Flughafen-Express (FEX).
Am Bahnhof bestehen zudem Umsteigemöglichkeiten zu den Buslinien der Verkehrsgesellschaft Teltow-Fläming.

## Technik und Betrieb
Im Zuge des Umbaus wurde der Bahnhof Blankenfelde im November 2023 an des Elektronische Stellwerk Glasower Damm angeschlossen. Die Steuerung erfolgt über die ESTW-Unterzentrale Selchow aus der Betriebszentrale Berlin. Es kommen daher Ks-Signale mit mehrfarbigen Optiken zum Einsatz. 
Während der Bauarbeiten wird seit März 2024 in beiden Richtungen nur ein Gleis genutzt. Um trotzdem sämtliche Fahrbeziehungen zu ermöglichen, wurden provisorisch mehrere zusätzliche Weichenverbindungen eingebaut, die nach Fertigstellung des Umbaus wieder entfernt werden.